# Coupe Memorial 1993
Navigation
Édition précédente Édition suivante
L'édition 1993 de la Coupe Memorial est présenté du 15 au 23 mai 1993 à Sault Ste. Marie, Ontario. Elle regroupe les champions de chacune des divisions de la Ligue canadienne de hockey, soit la Ligue de hockey junior majeur du Québec (LHJMQ), la Ligue de hockey de l'Ontario (LHO) et la Ligue de hockey de l'Ouest (LHOu)

## Équipes participantes
- Le Titan de Laval représente la Ligue de hockey junior majeur du Québec.
- Les Petes de Peterborough représente la Ligue de hockey de l'Ontario.
- Les Broncos de Swift Current représente la Ligue de hockey de l'Ouest.
- Les Greyhounds de Sault Ste. Marie de la LHO en tant qu'équipe hôte.

## Classement de la ronde Préliminaire
| Équipe                         | PJ | V | D | BP | BC | Pts |
| ------------------------------ | -- | - | - | -- | -- | --- |
| Greyhounds de Sault Ste. Marie | 3  | 2 | 1 | 13 | 10 | 4   |
| Petes de Peterborough          | 3  | 2 | 1 | 16 | 14 | 4   |
| Titan de Laval¹                | 3  | 1 | 2 | 10 | 12 | 2   |
| Broncos de Swift Current¹      | 3  | 1 | 2 | 11 | 14 | 2   |

¹ Une rencontre de bris d'égalité fut disputé entre le Titan de Laval et les Broncos de Swift Current afin de déterminer le détenteur de la troisième place. Cette rencontre fut remportée par Laval par la marque de 4 à 3.

## Résultats

### Résultats du tournoi à la ronde
Voici les résultats du tournoi à la ronde pour l'édition 1993 :

## Effectifs
Voici la liste des joueurs des Greyhounds de Sault Ste. Marie, équipe championne du tournoi 1993 :
- Entraîneur : Ted Nolan
- Gardiens : Dan Cloutier et Kevin Hodson.
- Défenseurs : Drew Bannister, Sean Gagnon, Wade Gibson, Neal Martin, Mark Matier, Gary Roach et Briane Thompson.
- Attaquants : Brad Baber, Aaron Gavey, Kiley Hill, Ralph Intranuovo, Rick Kowalsky, Tom MacDonald, David Matsos, Jodi Murphy, Perry Pappas, Oliver Pastinsky, Chad Penney, Jarret Reid, Steve Sullivan, Jeff Toms et Joe Van Volsen.

## Honneurs individuels
- Trophée Stafford-Smythe (meilleur joueur) : Ralph Intranuovo (Greyhounds de Sault Ste. Marie)
- Trophée George-Parsons (meilleur esprit sportif) : Jason Dawe (Petes de Peterborough)
- Trophée Hap-Emms (meilleur gardien) : Kevin Hodson (Greyhounds de Sault Ste. Marie)

Équipe d'étoiles :
- Gardien : Kevin Hodson (Greyhounds de Sault Ste. Marie)
- Défenseurs : Michael Gaul (Titan de Laval) — Drew Bannister (Greyhounds de Sault Ste. Marie)
- Centre : Ralph Intranuovo (Greyhounds de Sault Ste. Marie)
- Ailier gauche : Chad Penney (Greyhounds de Sault Ste. Marie)
- Ailier droit : Martin Lapointe (Titan de Laval)